# 大悟の芸人領収書
『大悟の芸人領収書』（だいごのげいにんりょうしゅうしょ）は、日本テレビ系列で2023年から放送されているお笑いバラエティ番組。2024年4月1日からプラチナイト枠でレギュラー放送されている。

## 概要
笑いのためには金を惜しまない、令和に生きる昭和芸人・大悟がお笑い芸人達のエピソードを査定し、金額に見合う面白さと判定すれば全額キャッシュバック。さらなる芸の肥やしに使ってもらおうという「芸人×領収書バラエティー」。
大悟が用意された領収書から1つを選択。その領収書の持ち主である芸人がその領収書にまつわるエピソードを披露すると共に「なぜ返金して欲しいのか」を大悟にプレゼン。それを聞いた大悟が「金額に見合う面白さである」として「(返金を)承認」した場合は番組予算から領収書に書いてある金額をキャッシュバックして貰える。ただし「金額と面白さが釣り合わない」「持ち主に主な原因がある」「この出費を自腹で払えば持ち主の成長に繋がる」として「差し戻し」となれば、キャッシュバックはされない。

## 出演者

### MC
- 大悟（千鳥）

### 進行

#### 現行
- 渡邉結衣（日本テレビアナウンサー）

#### 過去
いずれも日本テレビアナウンサー（当時）
- 佐藤真知子（パイロット版 第2弾）
- 笹崎里菜（パイロット版 第1弾）

### ゲスト
5人のお笑い芸人が出演し、芸人以外の芸能人もSPゲストとして出演する。

## 放送リスト

### パイロット版
| 放送日 | 芸人ゲスト                                                                                             | SPゲスト | 備考                                                      |
| ------ | --- | -------- | --------------------------------------------------------- |
| 7月2日 | アントニー（マテンロウ）、井口浩之（ウエストランド）、伊藤俊介（オズワルド）、国崎和也（ランジャタイ） | ベッキー | 番組タイトルは「トークで落とせ!大悟の芸人領収書」である。 |

| 放送日 | 芸人ゲスト | SPゲスト | 備考                                                      |
| ------ | --- | -------- | --------------------------------------------------------- |
| 1月7日 | 吉村崇（平成ノブシコブシ）、兼近大樹（EXIT）、オカリナ（おかずクラブ）、みなみかわ、山添寛（相席スタート）、すがちゃん最高No.1（ぱーてぃーちゃん） | 高橋真麻 | 番組タイトルは「トークで落とせ!大悟の芸人領収書」である。 |

### レギュラー版

#### 2024年
| 回 | 放送日   | 芸人ゲスト | SPゲスト               | 備考 |
| -- | -------- | --- | ---------------------- | --- |
| 1  | 4月1日   | 黒沢かずこ（森三中）、関太（タイムマシーン3号）、芝大輔（モグライダー）、加納（Aマッソ）、都築拓紀（四千頭身）                                           | 倖田來未               | |
| 2  | 4月8日   | 黒沢かずこ（森三中）、関太（タイムマシーン3号）、芝大輔（モグライダー）、加納（Aマッソ）、都築拓紀（四千頭身）                                           | 倖田來未               | |
| 3  | 4月15日  | 平子祐希（アルコ&ピース）、野田クリスタル（マヂカルラブリー）、りんたろー。（EXIT）、関町知弘（ライス）、西村真二（コットン）                            | 矢口真里               | |
| 4  | 4月22日  | 平子祐希（アルコ&ピース）、野田クリスタル（マヂカルラブリー）、りんたろー。（EXIT）、関町知弘（ライス）、西村真二（コットン）                            | 矢口真里               | |
| 5  | 4月29日  | 屋敷裕政（ニューヨーク）、ナダル（コロコロチキチキペッパーズ）、ピスタチオ伊地知、平井まさあき（男性ブランコ）、荒川（エルフ）                           | 千賀健永（Kis-My-Ft2） | |
| 6  | 5月6日   | 屋敷裕政（ニューヨーク）、ナダル（コロコロチキチキペッパーズ）、ピスタチオ伊地知、平井まさあき（男性ブランコ）、荒川（エルフ）                           | 千賀健永（Kis-My-Ft2） | |
| 7  | 5月13日  | ふかわりょう、駒場孝（ミルクボーイ）、斉藤慎二（ジャングルポケット）、嶋佐和也（ニューヨーク）、植野行雄（デニス）                                       | DOZAN11（三木道三）    | |
| 8  | 5月20日  | ふかわりょう、駒場孝（ミルクボーイ）、斉藤慎二（ジャングルポケット）、嶋佐和也（ニューヨーク）、植野行雄（デニス）                                       | DOZAN11（三木道三）    | |
| 9  | 5月27日  | 岡田圭右（ますだおかだ）、中西茂樹（なすなかにし）、とにかく明るい安村、栗谷（カカロニ）、たける（東京ホテイソン）                                       | 菊地亜美               | |
| 10 | 6月3日   | 岡田圭右（ますだおかだ）、中西茂樹（なすなかにし）、とにかく明るい安村、栗谷（カカロニ）、たける（東京ホテイソン）                                       | 菊地亜美               | |
| 11 | 6月10日  | マユリカ、紅しょうが、さや香 |                        | |
| 12 | 6月17日  | マユリカ、紅しょうが、さや香 |                        | |
| 13 | 6月24日  | たけし（みちがえる）、ちっぴぃちゃんズ、松尾魂（百獣マダム）、かごしま太郎、へんみ亮介（ハマノとヘンミ）                                                 |                        | 大悟さんはじめまして芸人SP |
| 14 | 7月8日   | 藤森慎吾（オリエンタルラジオ）、大村朋宏（トータルテンボス）、バービー（フォーリンラブ）、村上健志（フルーツポンチ）、KAƵMA（しずる）                    | 小倉優子               | |
| 15 | 7月15日  | 藤森慎吾（オリエンタルラジオ）、大村朋宏（トータルテンボス）、バービー（フォーリンラブ）、村上健志（フルーツポンチ）、KAƵMA（しずる）                    | 小倉優子               | |
| 16 | 7月22日  | 品川祐（品川庄司）、村田秀亮（とろサーモン）、太田博久（ジャングルポケット）、お見送り芸人しんいち、JP、信子（ぱーてぃーちゃん）                         |                        | |
| 17 | 7月29日  | 品川祐（品川庄司）、村田秀亮（とろサーモン）、太田博久（ジャングルポケット）、お見送り芸人しんいち、JP、信子（ぱーてぃーちゃん）                         |                        | |
| 18 | 8月5日   | 長谷川雅紀（錦鯉）、尾形貴弘（パンサー）、山﨑ケイ（相席スタート）、バッドナイス常田、伊藤俊介（オズワルド）                                             | 山之内すず             | |
| 19 | 8月12日  | 長谷川雅紀（錦鯉）、尾形貴弘（パンサー）、山﨑ケイ（相席スタート）、バッドナイス常田、伊藤俊介（オズワルド）                                             | 山之内すず             | |
| 20 | 8月19日  | 飯尾和樹（ずん）、椿鬼奴、RG（レイザーラモン）、くまだまさし、スギちゃん                                                                                 | DJ KOO                 | |
| 21 | 8月26日  | 飯尾和樹（ずん）、椿鬼奴、RG（レイザーラモン）、くまだまさし、スギちゃん                                                                                 | DJ KOO                 | |
| 22 | 9月9日   | 塙宣之（ナイツ）、井上裕介（NON STYLE）、奥田修二（ガクテンソク）、あぁ〜しらき、村上（マヂカルラブリー）                                                | 村重杏奈               | |
| 23 | 9月16日  | 塙宣之（ナイツ）、井上裕介（NON STYLE）、奥田修二（ガクテンソク）、あぁ〜しらき、村上（マヂカルラブリー）                                                | 村重杏奈               | |
| 24 | 9月23日  | 井戸田潤（スピードワゴン）、ハリウッドザコシショウ、久保田かずのぶ（とろサーモン）、チャンス大城、ともしげ（モグライダー）、おたけ（ジャングルポケット） |                        | 但し福岡放送は同時間帯に福岡ソフトバンクホークスのリーグ優勝に伴う自社制作特番「夢スポSP VIVAホークス! 4年ぶりリーグ優勝」を急遽編成したためネット返上した。 |
| 25 | 9月30日  | 井戸田潤（スピードワゴン）、ハリウッドザコシショウ、久保田かずのぶ（とろサーモン）、チャンス大城、ともしげ（モグライダー）、おたけ（ジャングルポケット） |                        | |
| 26 | 10月7日  | 津田篤宏（ダイアン）、おいでやす小田、井口浩之（ウエストランド）、吉住、後藤拓実（四千頭身）                                                             | 間宮祥太朗             | |
| 27 | 10月14日 | 津田篤宏（ダイアン）、おいでやす小田、井口浩之（ウエストランド）、吉住、後藤拓実（四千頭身）                                                             | 間宮祥太朗             | |
| 28 | 10月28日 | 河本準一（次長課長）、西村瑞樹（バイきんぐ）、クロちゃん（安田大サーカス）、安藤なつ（メイプル超合金）、石田たくみ（カミナリ）、青木マッチョ（かけおち） | 三宅健                 | 1時間SP。23:59〜0:54 |
| 29 | 11月4日  | カンニング竹山、竹内まなぶ（カミナリ）、もう中学生、ヒューマン中村、宮下兼史鷹（宮下草薙）、あいなぷぅ（パーパー）                                       |                        | 24時04分から放送 |
| 30 | 11月11日 | カンニング竹山、竹内まなぶ（カミナリ）、もう中学生、ヒューマン中村、宮下兼史鷹（宮下草薙）、あいなぷぅ（パーパー）                                       |                        | |
| 31 | 11月18日 | すがちゃん最高No.1（ぱーてぃーちゃん）、Den（リンダカラー∞）、にゃんこスター、菊田竜大（ハナコ）、和泉杏（ハルカラ）、酒井貴士（ザ・マミィ）、岡野陽一   |                        | |
| 32 | 11月25日 | 藤本敏史（FUJIWARA）、土屋伸之（ナイツ）、みなみかわ、バイク川崎バイク、高野正成（きしたかの）                                                           | 森香澄                 | |
| 33 | 12月2日  | 藤本敏史（FUJIWARA）、土屋伸之（ナイツ）、みなみかわ、バイク川崎バイク、高野正成（きしたかの）                                                           | 森香澄                 | |
| 34 | 12月9日  | くっきー!（野性爆弾）、八木真澄（サバンナ）、コカドケンタロウ（ロッチ）、鰻和弘（銀シャリ）、石井（さや香）、山﨑おしるこ                                |                        | |
| 35 | 12月16日 | くっきー!（野性爆弾）、八木真澄（サバンナ）、コカドケンタロウ（ロッチ）、鰻和弘（銀シャリ）、石井（さや香）、山﨑おしるこ                                |                        | |

#### 2025年
| 回 | 放送日  | 芸人ゲスト | SPゲスト                                  | 備考                                                      |
| -- | ------- | --- | ----------------------------------------- | --------------------------------------------------------- |
| 36 | 1月6日  | 秋山竜次（ロバート）、板倉俊之（インパルス）、河井ゆずる（アインシュタイン）、見取り図、イワクラ（蛙亭）                                                    | 手越祐也                                  | 新春SP。22:00〜23:00                                      |
| 37 | 1月13日 | 大久保佳代子（オアシズ）、田村亮（ロンドンブーツ1号2号）、芝大輔（モグライダー）、新山（さや香）、西村真二（コットン）、ショーゴ（東京ホテイソン）          |                                           |                                                           |
| 38 | 1月20日 | 大久保佳代子（オアシズ）、田村亮（ロンドンブーツ1号2号）、芝大輔（モグライダー）、新山（さや香）、西村真二（コットン）、ショーゴ（東京ホテイソン）          |                                           |                                                           |
| 39 | 1月27日 | 【ふかわ軍】 ふかわりょう、中岡創一（ロッチ）、お見送り芸人しんいち、バッツネ（ホタルイカ） 【永野軍】 永野、チャンス大城、もう中学生、王坂（忠犬立ハチ高） |                                           | 団体戦SP                                                  |
| 40 | 2月3日  | 【ふかわ軍】 ふかわりょう、中岡創一（ロッチ）、お見送り芸人しんいち、バッツネ（ホタルイカ） 【永野軍】 永野、チャンス大城、もう中学生、王坂（忠犬立ハチ高） |                                           | 団体戦SP                                                  |
| 41 | 2月10日 | 真空ジェシカ、ヤーレンズ、ママタルト |                                           | M-1ファイナリスト大集結SP                                 |
| 42 | 2月17日 | 真空ジェシカ、ヤーレンズ、ママタルト |                                           | M-1ファイナリスト大集結SP                                 |
| 43 | 2月24日 | ジミー大西、山本浩司（タイムマシーン3号）、森田哲矢（さらば青春の光）、田渕章裕（インディアンス）、ZAZY                                                     | ベッキー                                  |                                                           |
| 44 | 3月3日  | ジミー大西、山本浩司（タイムマシーン3号）、森田哲矢（さらば青春の光）、田渕章裕（インディアンス）、ZAZY                                                     | ベッキー                                  |                                                           |
| 45 | 3月17日 | 藤田憲右（トータルテンボス）、クロちゃん（安田大サーカス）、水田信二、栗谷（カカロニ）、ジャンボたかお（レインボー）                                        | 加護亜依                                  | 24時09分から放送                                          |
| 46 | 3月24日 | 藤田憲右（トータルテンボス）、クロちゃん（安田大サーカス）、水田信二、栗谷（カカロニ）、ジャンボたかお（レインボー）                                        | 加護亜依                                  |                                                           |
| 47 | 4月7日  | 松嶋尚美、虻川美穂子（北陽）、村上知子（森三中）、やしろ優、紺野ぶるま、みなみかわ                                                                          | 千秋                                      | ママ軍団SP                                                |
| 48 | 4月14日 | 松嶋尚美、虻川美穂子（北陽）、村上知子（森三中）、やしろ優、紺野ぶるま、みなみかわ                                                                          | 千秋                                      | ママ軍団SP                                                |
| 49 | 4月21日 | ケンドーコバヤシ、鈴木拓（ドランクドラゴン）、徳井健太（平成ノブシコブシ）、ヒコロヒー、蓮見翔（ダウ90000）、友田オレ                                       |                                           |                                                           |
| 50 | 4月28日 | ケンドーコバヤシ、鈴木拓（ドランクドラゴン）、徳井健太（平成ノブシコブシ）、ヒコロヒー、蓮見翔（ダウ90000）、友田オレ                                       |                                           |                                                           |
| 51 | 5月5日  | |                                           | 名シーン大放出!芸人領収書大賞                             |
| 52 | 5月12日 | 蛍原徹、梶原雄太（キングコング）、久保田かずのぶ（とろサーモン）、チャンカワイ（Wエンジン）、斎藤司（トレンディエンジェル）                                 | SHELLY                                    |                                                           |
| 53 | 5月19日 | 蛍原徹、梶原雄太（キングコング）、久保田かずのぶ（とろサーモン）、チャンカワイ（Wエンジン）、斎藤司（トレンディエンジェル）                                 | SHELLY                                    |                                                           |
| 54 | 6月2日  | 青山フォール勝ち（ネルソンズ）、中谷（マユリカ）、タイ（やさしいズ）、そいつどいつ、オダウエダ、エバース、金魚番長、家族チャーハン                          |                                           | よしもと漫才劇場 渋谷芸人VS神保町芸人SP。24時04分から放送 |
| 55 | 6月9日  | 青山フォール勝ち（ネルソンズ）、中谷（マユリカ）、タイ（やさしいズ）、そいつどいつ、オダウエダ、エバース、金魚番長、家族チャーハン                          | よしもと漫才劇場 渋谷芸人VS神保町芸人SP。 |                                                           |
| 56 | 6月16日 | 小籔千豊、アントニー（マテンロウ）、田辺智加（ぼる塾）、谷拓哉、ニシダ（ラランド）                                                                          | 森本慎太郎（SixTONES）                    |                                                           |
| 57 | 6月23日 | 小籔千豊、アントニー（マテンロウ）、田辺智加（ぼる塾）、谷拓哉、ニシダ（ラランド）                                                                          | 森本慎太郎（SixTONES）                    |                                                           |
| 58 | 6月30日 | 井上裕介（NON STYLE）、前田壮太（カラタチ）、池田直人（レインボー）、栗谷（カカロニ）、あんり（ぼる塾）、こいけろ。                                         | Rちゃん                                   |                                                           |
| 59 | 7月7日  | 井上裕介（NON STYLE）、前田壮太（カラタチ）、池田直人（レインボー）、栗谷（カカロニ）、あんり（ぼる塾）、こいけろ。                                         | Rちゃん                                   |                                                           |
| 60 | 7月14日 | 原西孝幸（FUJIWARA）、渡辺江里子（阿佐ヶ谷姉妹）、永見大吾（カベポスター）、CRAZY COCO                                                                      | 千賀健永（Kis-My-Ft2）                    |                                                           |
| 61 | 7月21日 | 原西孝幸（FUJIWARA）、渡辺江里子（阿佐ヶ谷姉妹）、永見大吾（カベポスター）、CRAZY COCO                                                                      | 千賀健永（Kis-My-Ft2）                    |                                                           |
| 62 | 7月28日 | 島田秀平、松原タニシ、植野行雄（デニス）、シークエンスはやとも（ポンゴ）                                                                                    | はやせ（都市ボーイズ）                    | 本当にあった怖面白い話SP                                  |
| 63 | 8月4日  | 高木貫太（ストレッチーズ）、中野なかるてぃん（ナイチンゲールダンス）、こたけ正義感、星野光樹（Gパンパンダ）、いぜん                                         |                                           | 高学歴芸人SP                                              |
| 64 | 8月11日 | 高木貫太（ストレッチーズ）、中野なかるてぃん（ナイチンゲールダンス）、こたけ正義感、星野光樹（Gパンパンダ）、いぜん                                         |                                           | 高学歴芸人SP                                              |
| 65 | 8月18日 | 西野亮廣（キングコング）、品川祐（品川庄司）、井口浩之（ウエストランド）、九条ジョー、エース（バッテリィズ）                                                |                                           | 特別企画「お笑いの未来を考える会」                        |

## ネット局

### レギュラー版
| 放送対象地域   | 放送局                    | 系列                                         | 放送日時         | ネット状況 |
| -------------- | ------------------------- | -------------------------------------------- | ---------------- | ---------- |
| 関東広域圏     | 日本テレビ（NTV）         | 日本テレビ系列                               | 月曜23:59 - 0:29 | 制作局     |
| 北海道         | 札幌テレビ（STV）         | 日本テレビ系列                               | 月曜23:59 - 0:29 | 同時ネット |
| 青森県         | 青森放送（RAB）           | 日本テレビ系列                               | 月曜23:59 - 0:29 | 同時ネット |
| 岩手県         | テレビ岩手（TVI）         | 日本テレビ系列                               | 月曜23:59 - 0:29 | 同時ネット |
| 宮城県         | ミヤギテレビ（MMT）       | 日本テレビ系列                               | 月曜23:59 - 0:29 | 同時ネット |
| 秋田県         | 秋田放送（ABS）           | 日本テレビ系列                               | 月曜23:59 - 0:29 | 同時ネット |
| 山形県         | 山形放送（YBC）           | 日本テレビ系列                               | 月曜23:59 - 0:29 | 同時ネット |
| 福島県         | 福島中央テレビ（FCT）     | 日本テレビ系列                               | 月曜23:59 - 0:29 | 同時ネット |
| 山梨県         | 山梨放送（YBS）           | 日本テレビ系列                               | 月曜23:59 - 0:29 | 同時ネット |
| 新潟県         | テレビ新潟（TeNY）        | 日本テレビ系列                               | 月曜23:59 - 0:29 | 同時ネット |
| 長野県         | テレビ信州（TSB）         | 日本テレビ系列                               | 月曜23:59 - 0:29 | 同時ネット |
| 静岡県         | 静岡第一テレビ（SDT）     | 日本テレビ系列                               | 月曜23:59 - 0:29 | 同時ネット |
| 富山県         | 北日本放送（KNB）         | 日本テレビ系列                               | 月曜23:59 - 0:29 | 同時ネット |
| 石川県         | テレビ金沢（KTK）         | 日本テレビ系列                               | 月曜23:59 - 0:29 | 同時ネット |
| 福井県         | 福井放送（FBC）           | 日本テレビ系列                               | 月曜23:59 - 0:29 | 同時ネット |
| 中京広域圏     | 中京テレビ（CTV）         | 日本テレビ系列                               | 月曜23:59 - 0:29 | 同時ネット |
| 近畿広域圏     | 読売テレビ（ytv）         | 日本テレビ系列                               | 月曜23:59 - 0:29 | 同時ネット |
| 鳥取県・島根県 | 日本海テレビ（NKT）       | 日本テレビ系列                               | 月曜23:59 - 0:29 | 同時ネット |
| 広島県         | 広島テレビ（HTV）         | 日本テレビ系列                               | 月曜23:59 - 0:29 | 同時ネット |
| 山口県         | 山口放送（KRY）           | 日本テレビ系列                               | 月曜23:59 - 0:29 | 同時ネット |
| 徳島県         | 四国放送（JRT）           | 日本テレビ系列                               | 月曜23:59 - 0:29 | 同時ネット |
| 香川県・岡山県 | 西日本放送（RNC）         | 日本テレビ系列                               | 月曜23:59 - 0:29 | 同時ネット |
| 愛媛県         | 南海放送（RNB）           | 日本テレビ系列                               | 月曜23:59 - 0:29 | 同時ネット |
| 高知県         | 高知放送（RKC）           | 日本テレビ系列                               | 月曜23:59 - 0:29 | 同時ネット |
| 福岡県         | 福岡放送（FBS）           | 日本テレビ系列                               | 月曜23:59 - 0:29 | 同時ネット |
| 長崎県         | 長崎国際テレビ（NIB）     | 日本テレビ系列                               | 月曜23:59 - 0:29 | 同時ネット |
| 熊本県         | くまもと県民テレビ（KKT） | 日本テレビ系列                               | 月曜23:59 - 0:29 | 同時ネット |
| 大分県         | テレビ大分（TOS）         | 日本テレビ系列 フジテレビ系列                | 月曜23:59 - 0:29 | 同時ネット |
| 宮崎県         | テレビ宮崎（UMK）         | フジテレビ系列 日本テレビ系列 テレビ朝日系列 | 月曜23:59 - 0:29 | 同時ネット |
| 鹿児島県       | 鹿児島読売テレビ（KYT）   | 日本テレビ系列                               | 月曜23:59 - 0:29 | 同時ネット |

## スタッフ
※=レギュラー版から加入
- 企画・演出:淺沼丈生
- ナレーター:杉野真実（日本テレビアナウンサー、※）
- 構成:澤井直人、鈴木遼、吉岡秀侑
- TM:木村博靖（第2回-）
- SW:荻野祐也（以前はCAMのみ）、荻野高康【週替り】
- CAM:髙木亮、望月達史（共に※）【週替り】
- MIX:松村美緒
- VE:山口考志（※）
- 照明:栗山真純（第2回-）、木村弥史、池長正宏（木村・池長→※）【週替り】
- 美術プロデューサー:髙野泰人
- デザイン:髙木彩
- 大道具:武遥菜（※）
- 小道具:辻光久（第2回-）
- メイク:奥松かつら
- 技術協力:NiTRO、ヌーベルアージュ
- 美術協力:日テレアート
- 編集:増田功紀
- CG:平池優太
- MA:大江拓也（※）
- 音効:星裕介（Move on）
- デスク:安永美和（※）
- TK:奈良里美
- ディレクター:蓬莱亮、村松佑亮、金光豪、杉浦裕樹、森田清孝、川口夏季、川口順也、西岡伊吹、辻川稜、重富英夫、浅香雄高、丸山留生、水澤華絵、林瑞歩【週替り】（川口夏・川口順・西岡・辻川・重富・浅香・丸山・水澤・林→※、杉浦→第2回-、蓬莱・村松・金光・森田→※、共に以前は毎週）
- 演出:杣俊輔（※、第1,2回はディレクター）、小山貴広（※）【週替り】
- プロデューサー:一色彩加、小西智貴[注 2]、藤田志帆（THE WORKS）[注 3]、濱村可奈、越山結希、田中郁子[注 4]（小西・藤田・田中→※）
- チーフプロデューサー:石村修司（※）[注 2]
- 制作協力:THE WORKS（※）[注 3]
- 製作著作:日テレ

### 過去のスタッフ
- ナレーター:佐藤真知子（日本テレビアナウンサー、第1回）、後呂有紗（日本テレビアナウンサー、第2回）
- TM:吉松耕司（第1回）
- MIX:小原正広（※）
- VE:小山龍一（第1回）、笈川太（第2回）
- 照明:小笠原雅登（第1回）
- 大道具:萩瑞樹（第1,2回）
- 小道具:今村文孝（第1回）
- 編集:下向井顕（第2回）
- MA:直江泰輔（第1,2回）
- デスク:当田駒子（第1回）、山田雅子（第2回）
- ディレクター:北谷航一、清水真織（共に第1回）、日吉理香（第2回）、増田友裕、五味渕千明/鈴木啓介、久保田愛里【週替り】（久保田→第2回-、共に2024年9月まで）
- 演出:笠井秀樹（第1回）、羽生千詠美（2024年9月まで）
- プロデューサー:笹岡亮二、柳沢英俊[注 5]【毎週】、高浜稜、髙山香織【週替り】（高浜→第2回-、濱村・髙山→※、共に2024年9月まで、柳沢→※）
- チーフプロデューサー:倉田忠明[注 6]、島田総一郎（※）[注 7]
- 制作協力:WOOD'S OFFICE（2024年9月まで）